# غوستاف كاييبوت
غوستاف كاييبوت (بالفرنسية: Gustave Caillebotte) (1848-1890) رسام فرنسي، كان عضواً في مجموعة عرفت بالانطباعيين وكانت لوحاته هي الأقرب للواقعية من بين المجموعة. عُرف عن كاييبوت اهتمامه بالتصوير الفوتوغرافي أيضا.

## النشأة
ولد غوستاف كاييبوت في 19 أغسطس سنة 1848 في باريس لأسرة ثرية صنعت ثروتها من صناعة النسيج. كان والده بالإضافة لعمله في هذا المجال يعمل قاضياً. مارتيال كاييبوت (1799-1874) ترمل مرتين قبل زواجه من والدة كاييبوت، سيلست دوفرسن التي أنجبت بعد غوستاف، رينيه (1851-1876) ومارتيال (1853-1910). منذ 1860 بدأت عائلة كاييبوت تصرف أموالها لقضاء فترة الصيف في مدينة ييرز والتي تقع على نهر ييرز جنوب فرنسا. حصل غوستاف كاييبوت على شهادة في القانون عام 1868 ورخصة لممارسة المهنة عام 1870, بالإضافة لذلك كان كاييبوت مهندسا. وقد خدم في الجيش الفرنسي أثناء الحرب الفرنسية البروسية.

## حياته الفنية
بدأ كايبوت مشواره في الفن بعد عدة زيارات لإستديو Léon Bonnat بعد الحرب حينها بدأ جديا في تعلم الرسم، وفي وقت قصير طور أسلوبه الخاص، ثم أنشأ الاستديو الخاص به في منزل العائلة. ورث عن والده ثروة بعد وفاته سنة 1874 وفي نفس هذا العام بدأ بإقامة صداقات مع عدد من الفنانين منهم ادغار ديغا وحضر معرض الانطباعين الأول لكنه لم يشارك فيه.

كان المعرض الثاني للانطباعيين عام 1876 أول ظهور لكايبوت، شارك فيه بثماني لوحات، منها لوحة كاشطو الأرضية (بالفرنسية: Les raboteurs de parquet) رائعته المبكَرة.

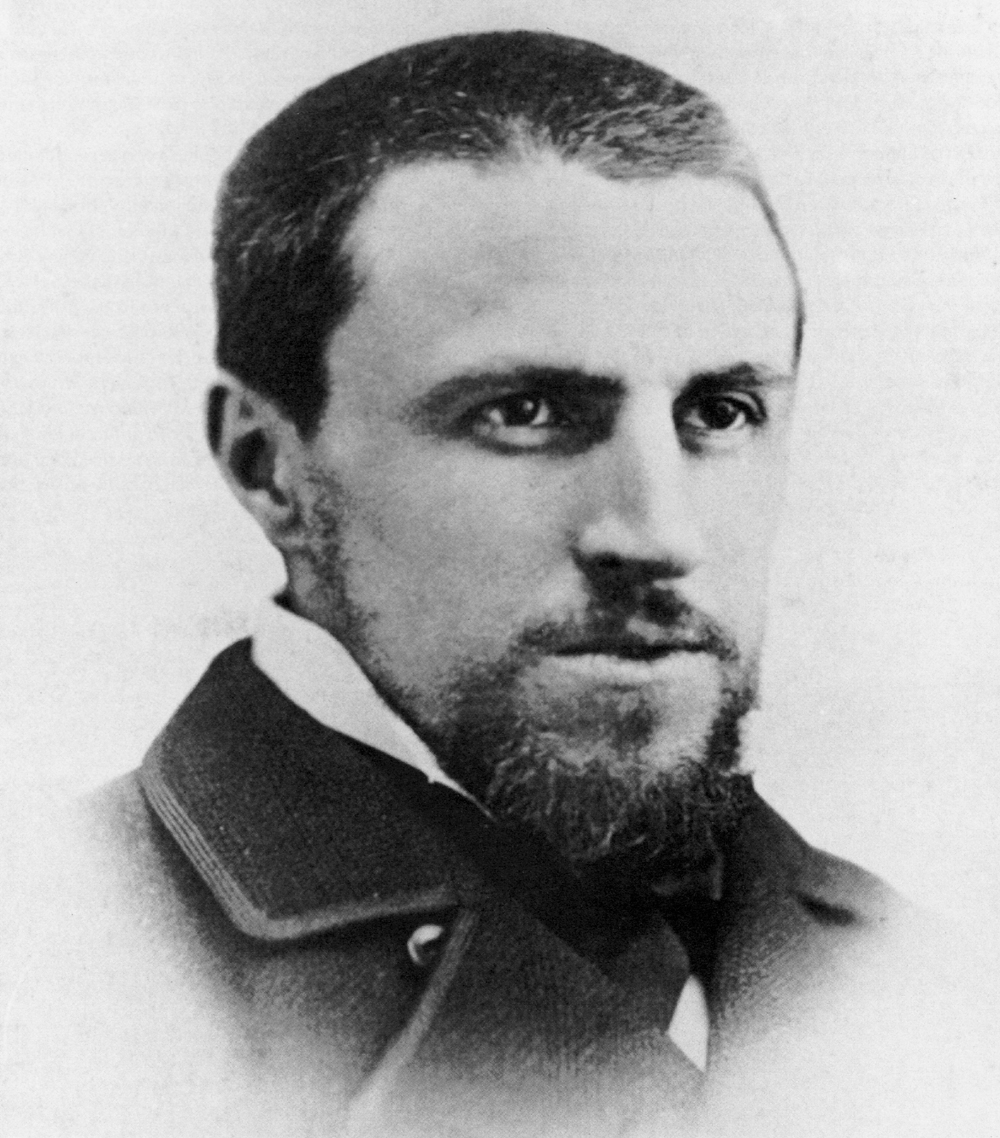
غوستاف كاييبوت 1878

يعتبر كايبوت من تلاميذ المدرسة الواقعية، وقد سار على خطى أسلافه جان فرانسوا مييه وغوستاف كوربيه، ومعاصره ديغا برسم الواقع كما يراه تماما. بالرغم من ذلك فقد تأثر كايبوت كثيرا بزملائه الانطباعيين، فنرى تغير أسلوبه بوضوح في أعماله كما لو أنه يجرب، لكنه لما يستمر على أي من الأساليب، فقد نجده أحيانا يقترب من أسلوب صديقه ديغا بالواقعية الغنية بالألوان وأحيانا يشارك رينوار وبيسارو بالأسلوب الحر وضربات الفرشاة القوية.
رسم كايبوت العديد من المناظر المحلية، المشاهد العائلية، شخوص، وأشياء داخلية. رسم أفراد العائلة كثيرا كما في لوحة شاب بالقرب من النافذة (بالفرنسية: Jeune Homme à sa fenêtre) (1875) يظهر فيها شقيقه رينيه، ولوحة أشخاص في الريف (بالفرنسية: Portraits à la campagne) (1875) تظهر فيها والدته وعمته وابنة عمه وأصدقاء للعائلة، ولوحة أشجار البرتقال (بالفرنسية: Les orangers) (1878) يظهر فيه ابن عمه في حديقة العائلة في ييرز. لوحات الريف في ييرز استخدم كايبوت في أغلبها أسلوباً انطباعياً رقيق يذكر بأسلوب رينوار في رسم الريف، ضربات فرشاة ناعمة وتضاد قوي.
عرف كايبوت بلوحات الحياة المدنية الباريسية كما في لوحة جسر De l'Europe' (بالفرنسية: Le pont de l'Europe) (1876) ولوحة لوحة شارع باريسي في يوم ممطر (بالفرنسية: Rue de Paris; temps de pluie) (1877) تميزة هذه اللوحات المدنية بسبب ضخامتها ومنظورها الغير مألوف. لوحات كايبوت للطبيعة الصامتة كان معظمها لأطعمة على طاولة الأكل أو معروضة للبيع كما في سلسلة اللوحات التي رسمها لدكان الجزارة.

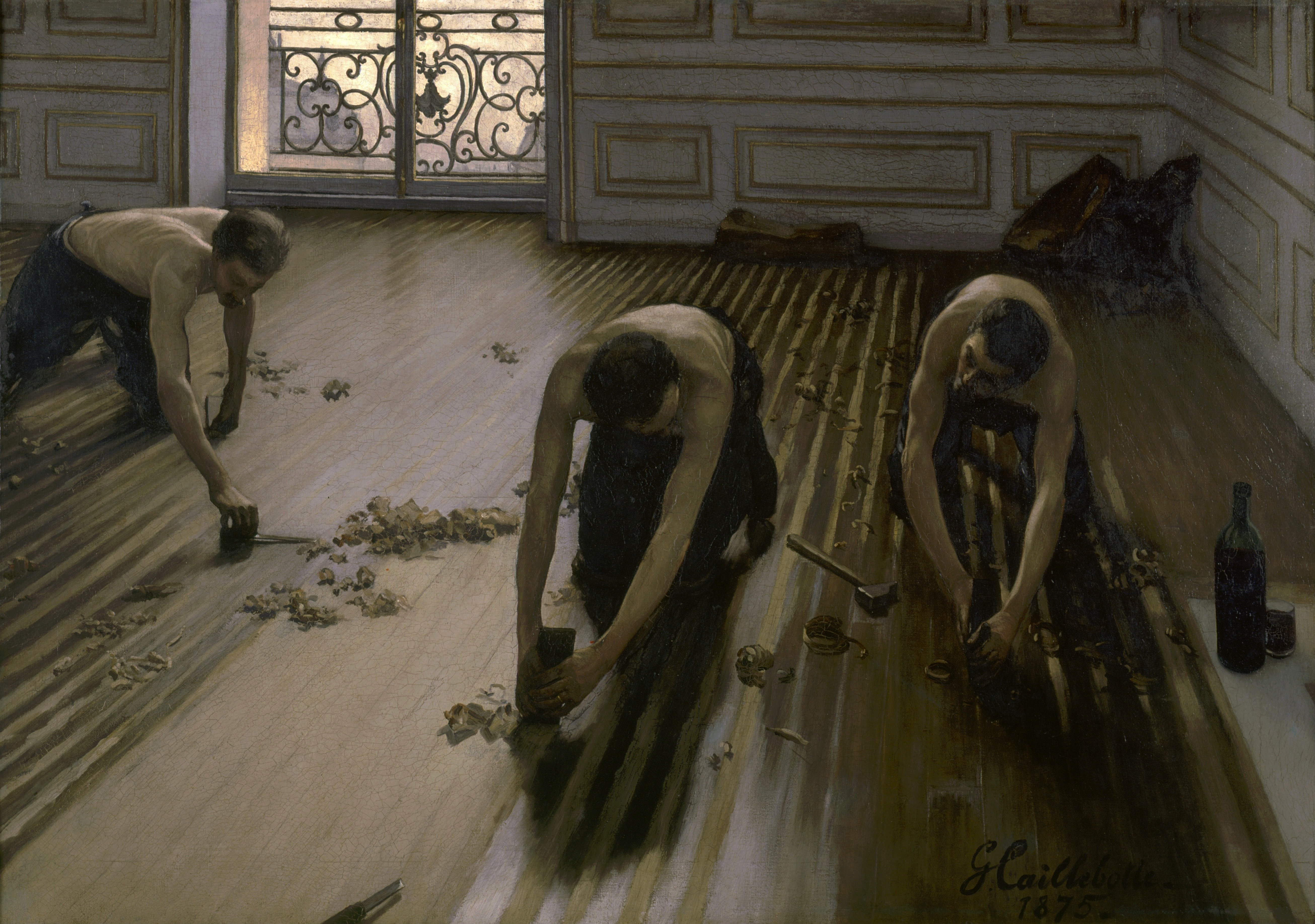
Les raboteurs de parquet -1875 كاشطو الأرضية
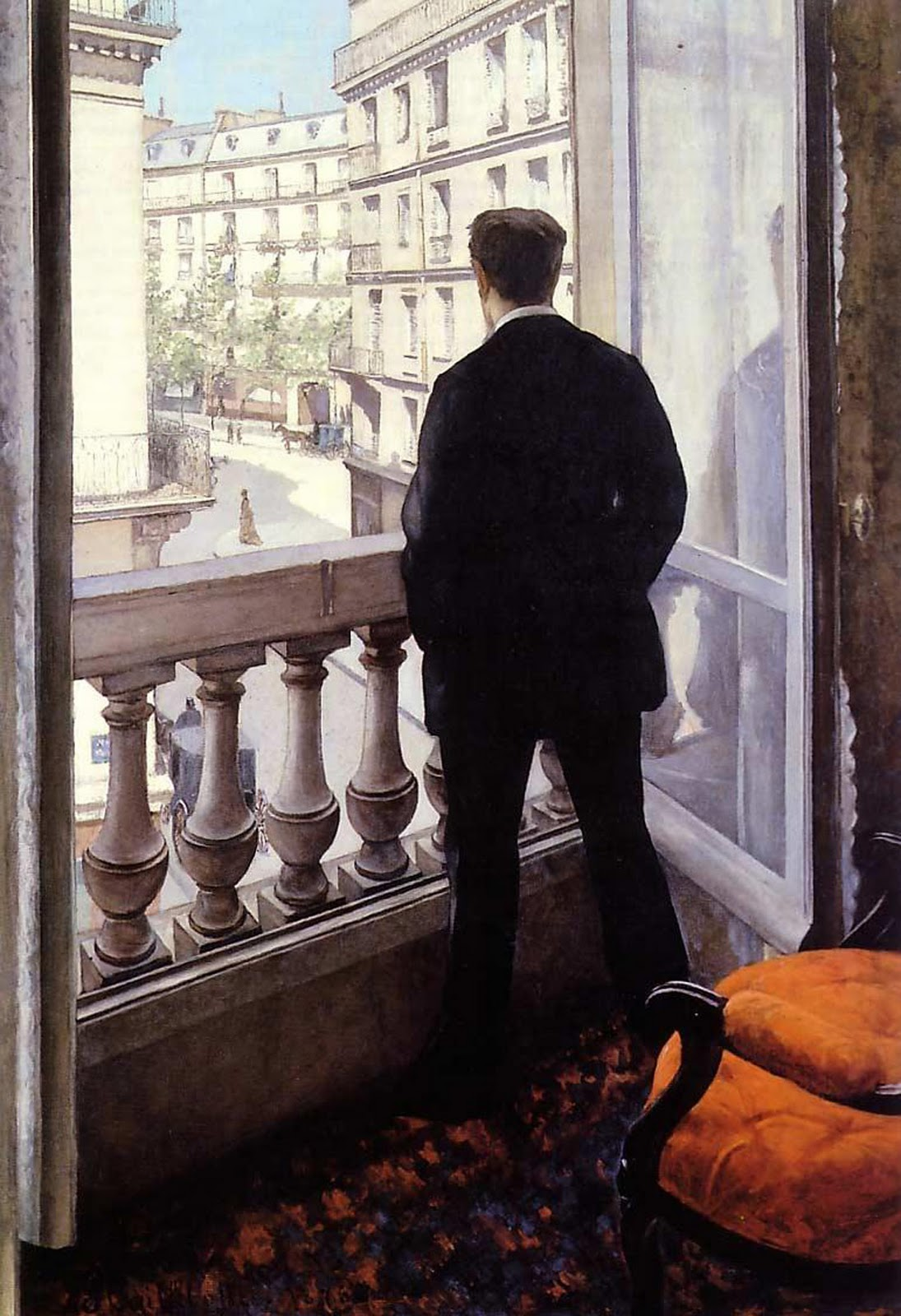
Les raboteurs de parquet -1875 شاب بالقرب من النافذة
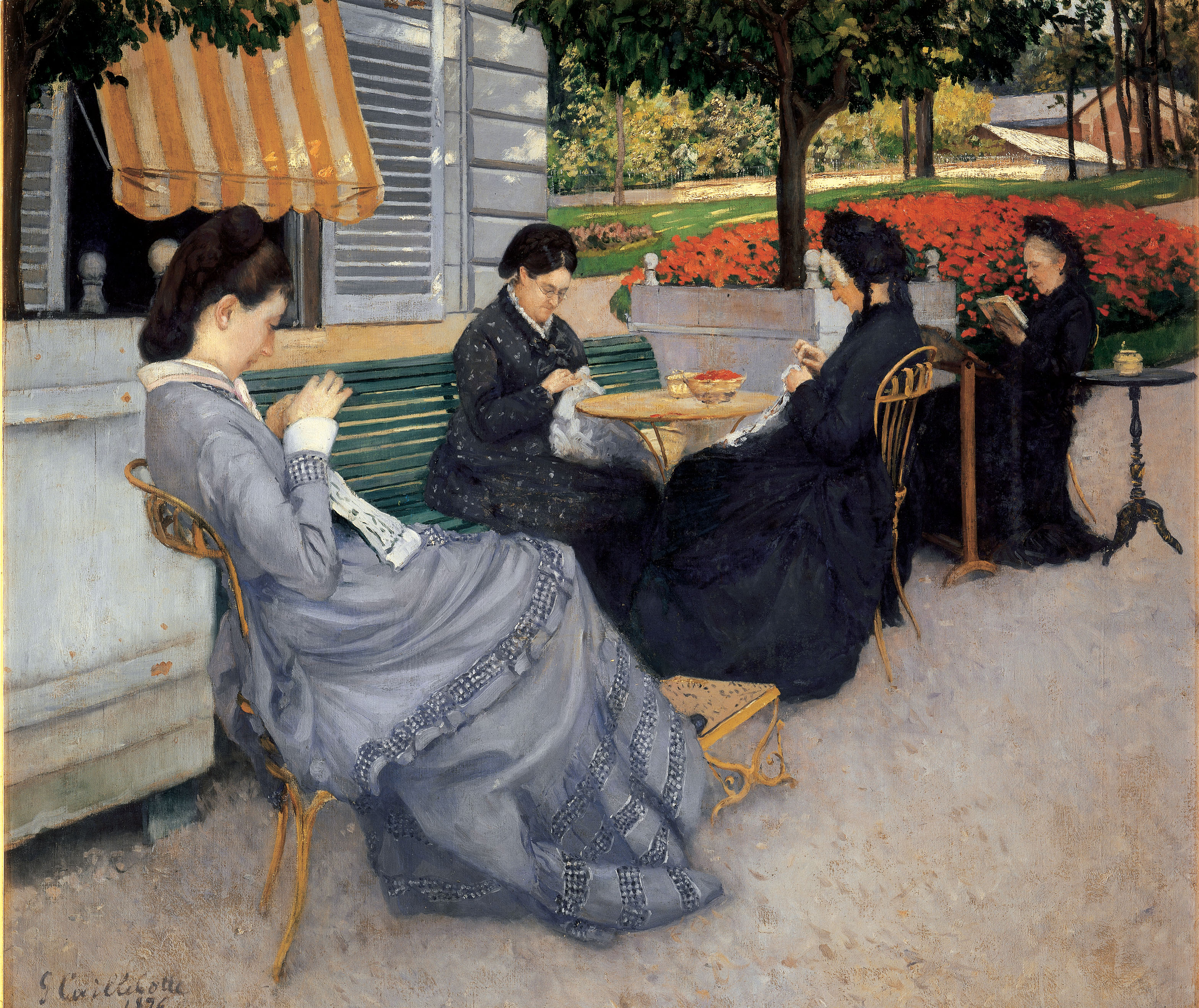
Portraits à la campagne -1876 أشخاص في الريف
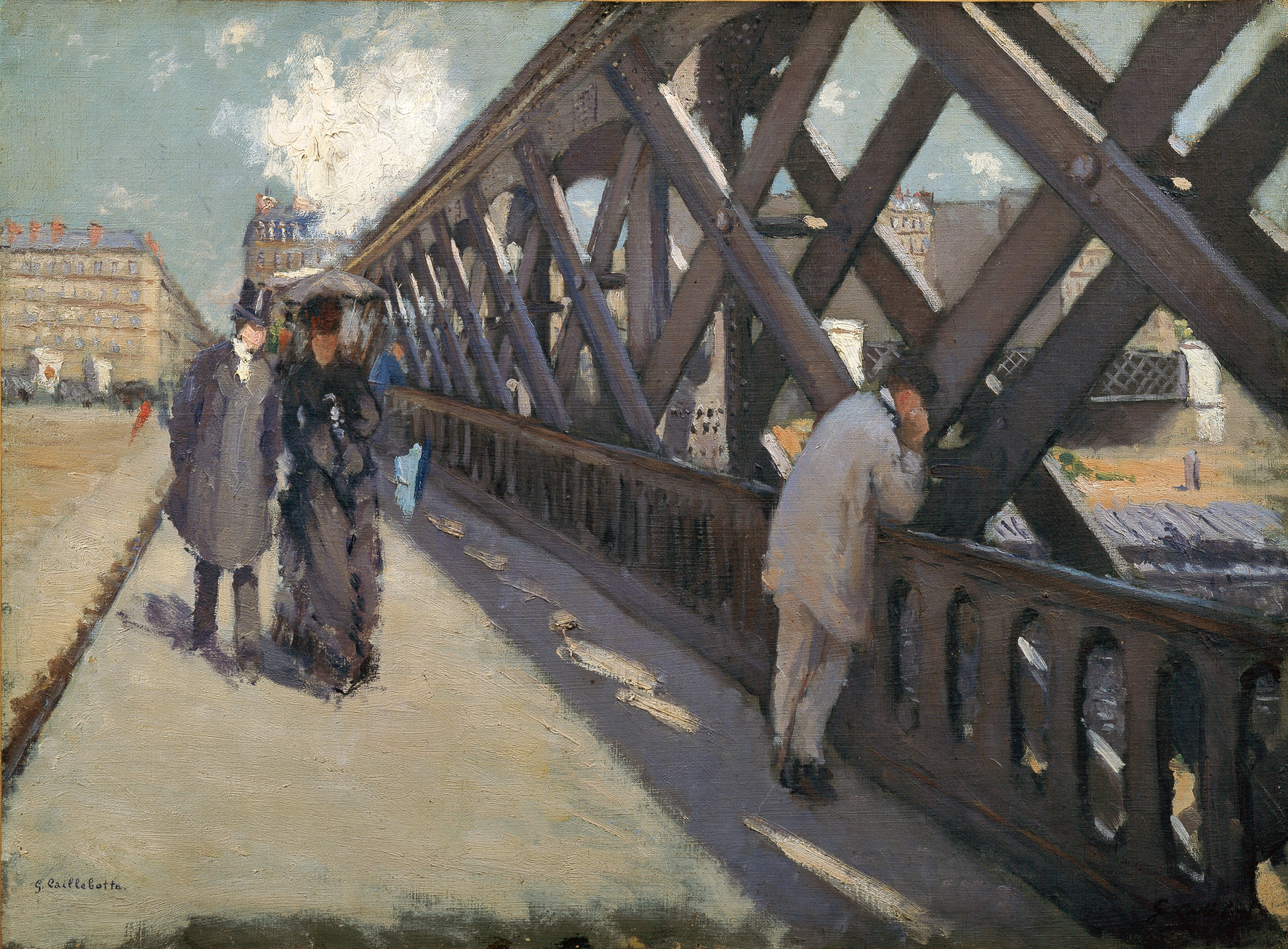
Le pont de l'Europe -1876 جسر De l'Europe
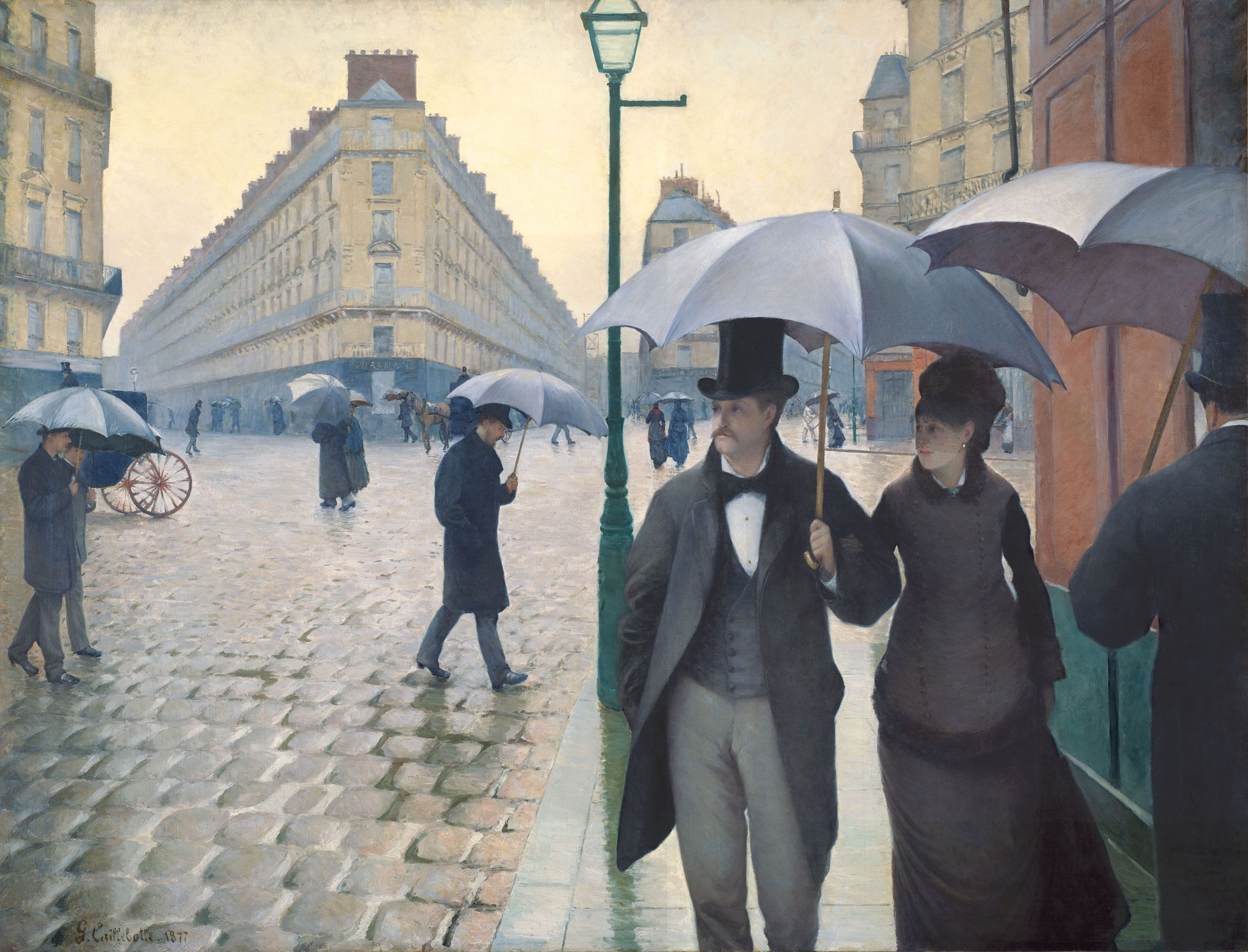
La Place de l'Europe, temps de pluie -1877 شارع باريسي في يوم ممطر
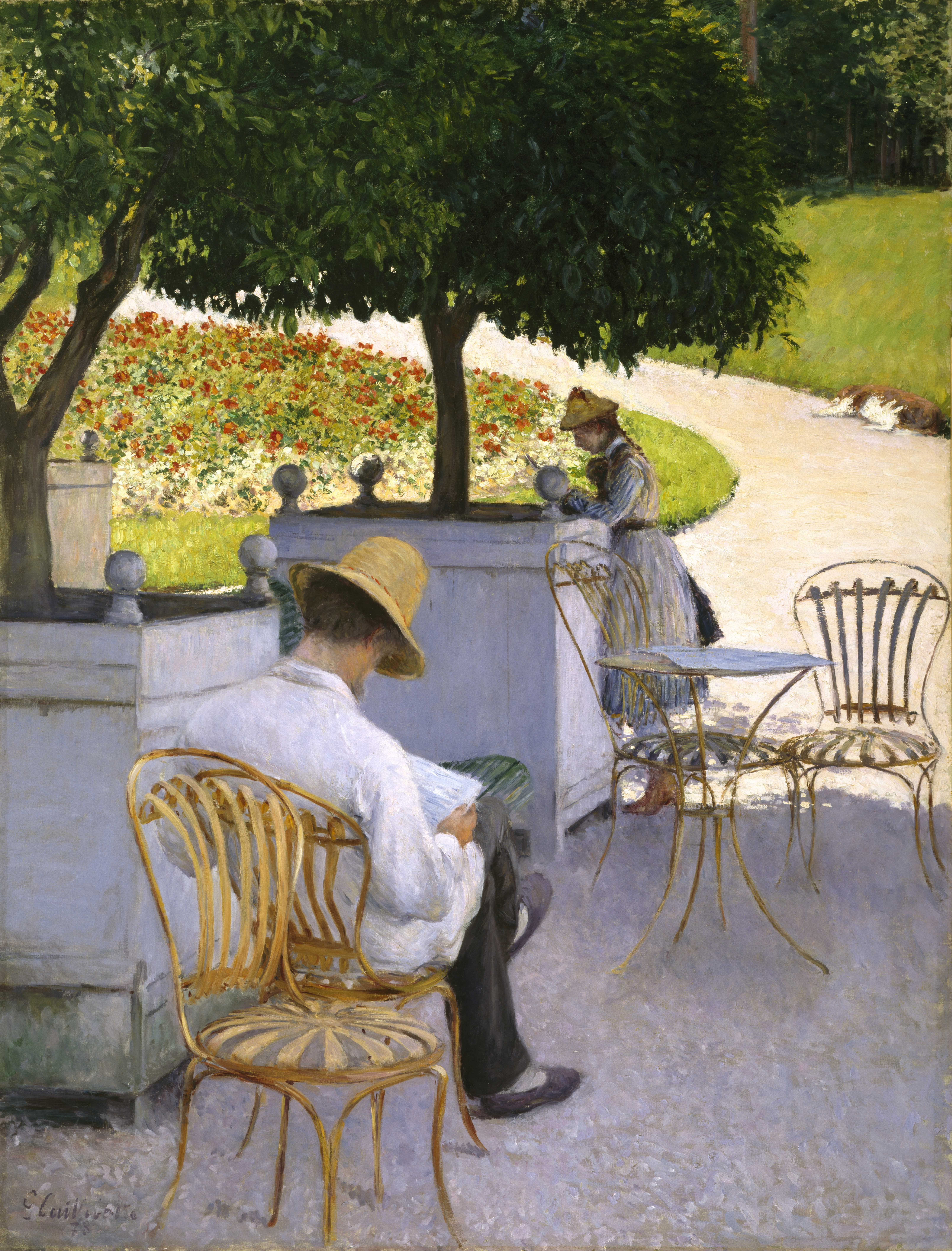
Les orangers -1878 أشجار البرتقال
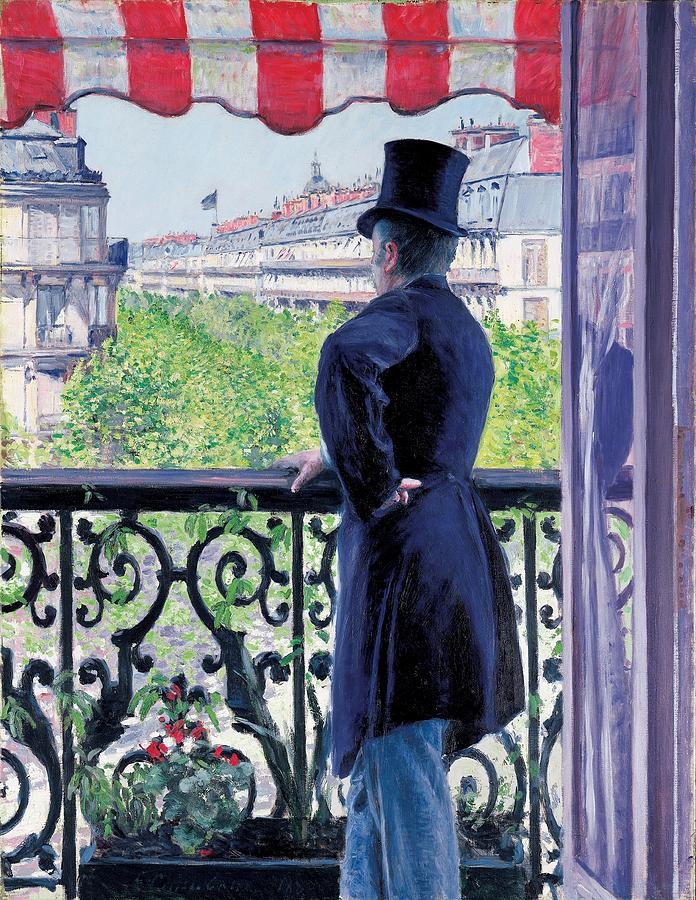
L'homme au balcon -1880 رجل في البالكون
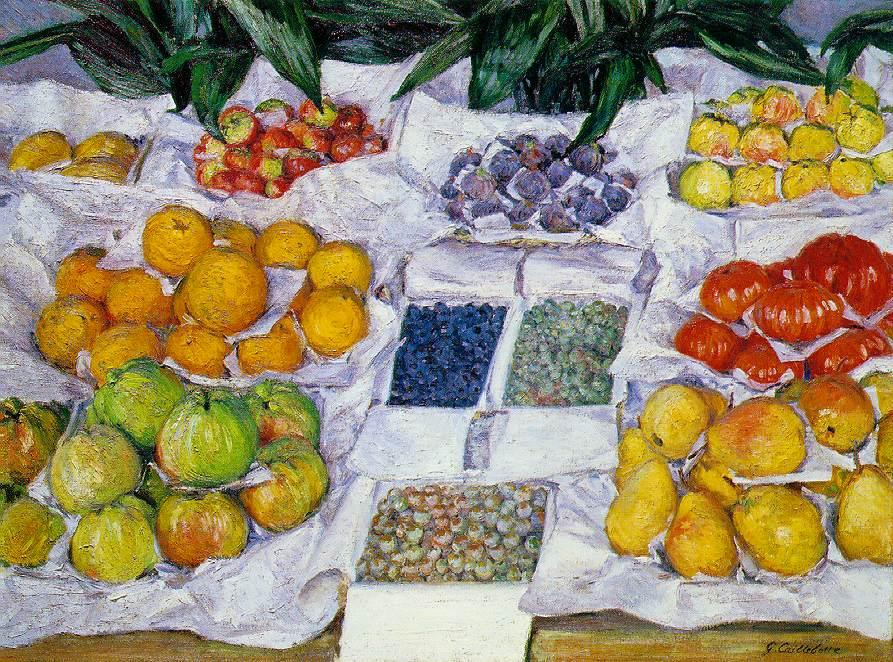
Fruits sur un étalage -1882

## أهم أعماله

### كاشطو الأرضية
تعتبر هذه اللوحة من أوائل اللوحات التي صورت الطبقة المدنية العاملة. في حين غالبا ما ظهر في السابق الفلاحون في لوحات الفنانين (كما في لوحة جان فرانسوا مييهالحصادون (بالفرنسية: Des glaneuses)) وعمال الريف (كما في لوحة غوستاف كوربيه (بالإنجليزية: The Stone Breakers)) . لم يُضمن كايبوت لوحته أي رسائل سياسية أو أي مجتمعات خاصة كما فعل مانيت وكوربيه، إنما كانت دراسة توثيقية لذلك الزمن (العمل-العمال-الأدوات) فقد عُرف كايبوت بحبه للتصوير الفوتوغرافي، هذه الأمر ميزه عن بقية الفنانين الواقعيين الأكثر براعة.
رسم كايبوت جميع أجزاء اللوحة بالطريقة الأكاديمية قبل أن يعيد رسمها بطريقة الشبكة على اللوحة. كانت اللوحة من روائعه المبكرة إلا أن بعض النقاد تحدثوا عن عدم واقعية أذرع العمال التي قيل بأنها لاتتناسب مع حجم الصدر ويراها البعض نحيفة جدا بالنسبة لعمال يعتمدون على أذرعهم في العمل.
قدم كايبوت هذا العمل للصالون عام 1875 إلا أنها رُفضت قال بعض النقاد أن العمل كان يحمل موضوعاً «مبتذلاً» في ذلك الوقت ولايتناسب مع العرض في الصالون، وقيل أنه لم يبرع في رسم اللوحة بواقعية تامة. قرر كايبوت بعد ذلك أن ينتمي للانطباعيين وعرض هذه اللوحة في معرضهم الثاني عام 1876.

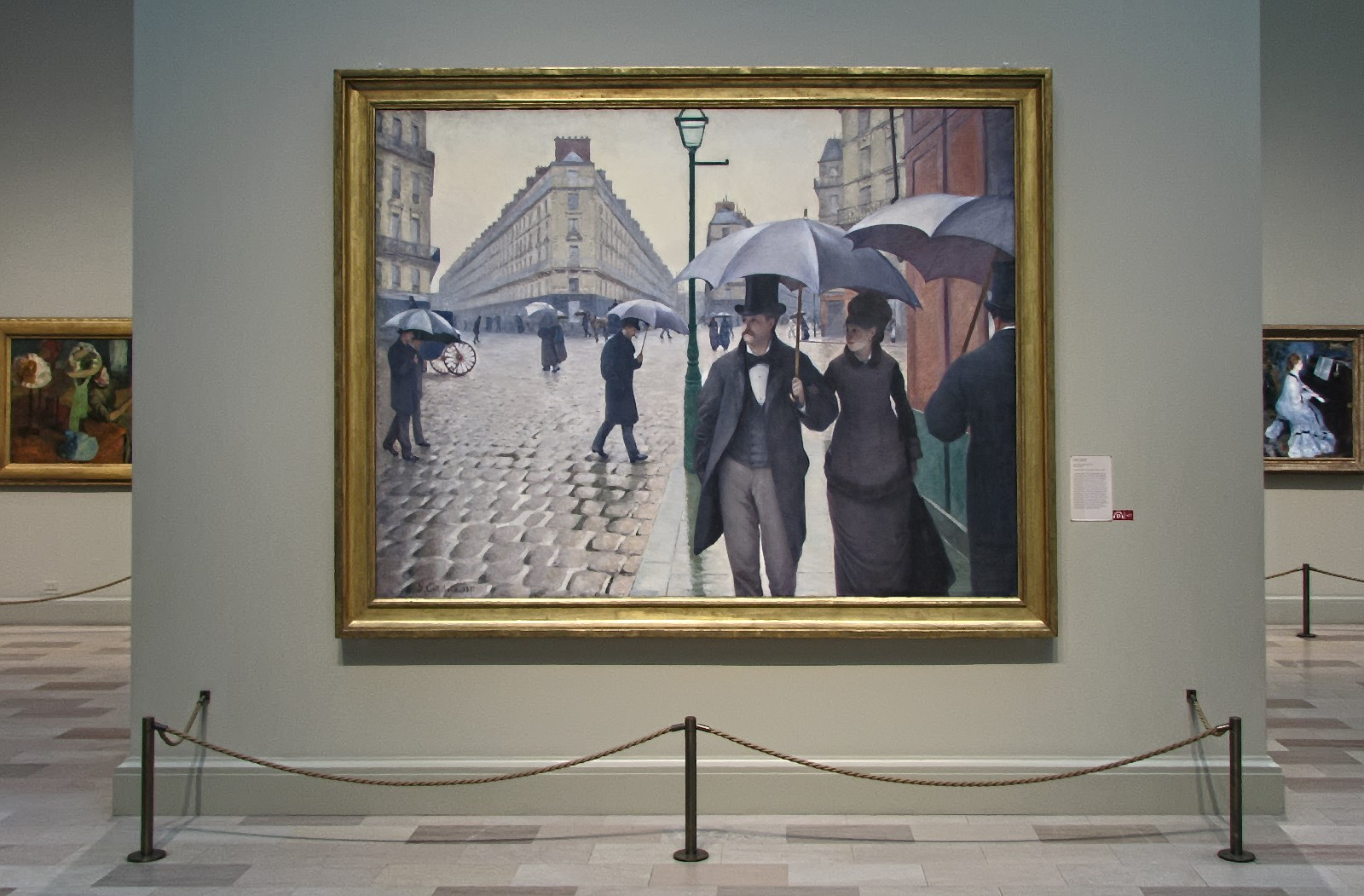
لوحة شارع باريسي في يوم ممطر 1877, تعرض في معهد الفن (شيكاغو)

### لوحة شارع باريسي في يوم ممطر
تعتبر أشهر لوحة لكايبوت في عصره وفي الوقت الحالي أيضا. بدأ برسمها في خمسينات القرن الثامن عشر وانتهى منها عام 1877. ألهمته شوارع باريس الواسعة التي بدأو بتصميمها بدلا من الشوارع الضيقة بسبب ازدياد ازدحام الشوارع بالمارة والمركبات، فرسم هذا اللوحة التي فتنت الجمهور. في هذه اللوحة مال كايبوت للواقعية خاطبا ود محبي الفن المحافظ البعيد عن التيارات المحدثة في الفن في ذلك الوقت. مايميز هذه اللوحة هو المنظور الغير معتاد. فعمود الإنارة وخط الأفق يقسمان اللوحة إلى أربعة أقسام، عامود الإنارة يفصل خلفية اللوحة عن مقدمة اللوحة بالتمام. ونرى تصاغر الأشخاص بالخلفية سريعا بدون تدرج ويكبر الأشخاص في المقدمة بدون تدرج أيضا مما يعطي اللوحة منظور عدسة عين السمكة في التصوير الفوتوغرافي الذي يجعل المواضيع القريبة إلى الكاميرا أكبر مما هي عليه في الواقع، والمواضيع البعيدة أصغر مما هي عليه في الواقع أيضا

## وصلات خارجية
- غوستاف كاييبوت على موقع الموسوعة البريطانية (الإنجليزية)
- غوستاف كاييبوت على موقع ميوزك برينز (الإنجليزية)
- غوستاف كاييبوت على موقع ديسكوغز (الإنجليزية)
- Caillebotte at MuseumSyndicate معرض لأكثر من 100 لوحة لغوستاف كايبوت
- معرض آخر لكايبوت Caillebotte at WebMuseum
- Caillebotte at The Artchive مقالة بالإنجليزية عن أثر فن كايبوت على تاريخ الفن